# 潭底 (嘉義縣)
潭底，是臺灣嘉義縣大林鎮的一個傳統地域名稱，位於該鄉中部偏西，並延伸至西南部邊界地帶。相較於今日行政區，其範圍大致包括吉林里不含西端、平林里不含南部西北側凸出部分的北端及東南部邊界地帶的中央略偏南一小段、三和里西北半葉的西南部凸出部分。

## 歷史
台灣日治初期，潭底地區為一街庄（舊制街庄），稱為「潭底庄」，隸屬於打貓東下堡。該庄西北與下埤頭庄、大莆林街、甘蔗崙庄、大湖庄為鄰，東北與湖仔庄、林仔前庄為鄰，東南邊為中林庄、頂員林庄，西南邊隔三疊溪與三疊溪庄為界。
1901年（日治明治三十四年）11月11日，全台設置二十廳，該庄隸屬於嘉義廳。1904年（明治三十七年）2月15日，該庄編入「大莆林區」，隸屬於嘉義廳。1909年（明治四十二年）10月25日，全台整併二十廳為十二廳，該庄仍隸屬於嘉義廳。1910年（明治四十三年）1月18日，各區管轄區域調整，該庄仍隸屬於嘉義廳的「大莆林區」。
1920年（大正九年）10月1日，全台廢十二廳改設五州二廳，該庄改制為「潭底」大字，隸屬於臺南州嘉義郡大林庄（新制街庄）。1943年10月1日，大林庄升格為大林街。
戰後大林街改制為大林鎮，隸屬於臺南縣，大字亦改制為里。1950年（民國39年）10月，雲、嘉、南分治，大林鎮改隸屬於嘉義縣。

## 聚落
本地區發展較早的聚落有潭底、過溝等，在日治期初期的官方地圖上已有記載。目前位於北部的過溝聚落已發展成大林市區的一部分。

## 交通
台鐵縱貫線是台灣西部南北向鐵路幹線，經過本地區西北部近邊界地帶，並在境內設有大林車站。該站屬三等站，停靠部分自強號、莒光號列車及全部區間車；由此可前往台鐵沿線各站。
省道台1線又稱「縱貫公路」，是臺北至楓港的傳統平面幹道，經過本地區北端及西端。由該道路北行可前往雲林縣大埤鄉/斗南鎮交界、斗南鎮、虎尾鎮東端、莿桐鄉等地，南行可前往民雄鄉、嘉義市、嘉義縣水上鄉、臺南市後壁區等地。
縣道162號是溪口至梅山的道路，經過本地區過溝聚落（已與大林市區連成一片）。由該道路（大方向）西行可前往溪口鄉，並止於溪口市區的縣道157號轉角路口；東行可前往梅山鄉梅山市區西北郊，並止於省道台3線路口。
縣道162乙線是大林至大崎的道路，其北側端點位於本地區中部的縣道162號轉角路口暨鄉道嘉99線路口。由此（大方向）南行可前往民雄鄉的大崎腳地區，並止於縣道166號路口。
鄉道嘉95線是大林至下員林的道路。
鄉道嘉99線是溪心仔至北勢的道路。

## 學校
- 平林國小

## 文化資產
- 大林萬國戲院（歷史建築）
- 大林濟陽衍派街屋（歷史建築）